# Stowarzyszenie Rodzin i Opiekunów Osób z Zespołem Downa „Bardziej Kochani”
Stowarzyszenie Rodzin i Opiekunów Osób z Zespołem Downa „Bardziej Kochani” (w skrócie: Stowarzyszenie „Bardziej Kochani”) – stowarzyszenie działające na rzecz osób z niepełnosprawnością intelektualną, w szczególności z zespołem Downa.
Stowarzyszenie ma swoją siedzibę w Warszawie, ale prowadzi działalność ogólnopolską. Jest to jedno z  najważniejszych polskich stowarzyszeń działających na rzecz osób z zespołem Downa.
Stowarzyszenie jest organizacją pożytku publicznego. 

## Historia[2]
Stowarzyszenie działało początkowo jako Sekcja Dziecięca Warszawskiego Koła PSOUU. Powstało ono w 1997 roku i skupiało rodziców dzieci z zespołem Downa.
Stowarzyszenie zostało zarejestrowane w lipcu 2001 roku.

## Misja
Stowarzyszenie stawia sobie cele:
- poprawę szeroko rozumianej sytuacji osób z niepełnosprawnością intelektualną;
- popularyzację wiedzy o osobach z zespołem Downa oraz niepełnosprawnością intelektualną;
- zmienianie otoczenia na przyjazne osobom niepełnosprawnym intelektualnie;
- pomoc rodzinom z osobami z zespołem Downa;
- dokonywanie zmian w prawie.

## Działalność[2]
Stowarzyszenie prowadzi wielostronną działalność.
Prowadzone są zajęcia rewalidacyjne dla dzieci i młodzieży z niepełnosprawnością intelektualną. Są to zarówno zajęcia indywidualne, w tym konsultacje ze specjalistami (pedagogiem, psychologiem, logopedą), jak i grupowe.
Wydawane są informatory dla rodziców i specjalistów (również mających incydentalny kontakt z osobami niepełnosprawnymi) oraz kwartalnik „Bardziej Kochani” (tak samo jak nazwa Stowarzyszenia) podejmujące tematykę osób z niepełnosprawnością intelektualną.
Stowarzyszenie prowadzi specjalistyczną księgarnię wysyłkową, gdzie nabyć można książki dotyczące zagadnień związanych z osobami niepełnosprawnymi intelektualnie i zespołem Downa.
Organizowane są ogólnopolskie konferencje z cyklu Czas dla Rodziców, skierowane do rodziców oraz specjalistów zainteresowanych tematyką osób z zespołem Downa i niepełnosprawnością intelektualną. Każda kolejna konferencja podejmuje inne zagadnienia.
Corocznie organizowane są turnusy rehabilitacyjne dla młodzieży z niepełnosprawnością intelektualną. Tradycją stało się, że kolonie letnie odbywają się w atrakcyjnych miejscach nad polskim Bałtykiem. Organizowane są również zimowiska. Uczestnicy turnusów piszą blogi, do których linki umieszczane są na stronie Stowarzyszenia.
W okresie wakacyjnym organizowane są półkolonie w ramach akcji Lato w mieście.
Stowarzyszenie dużą wagę przywiązuje do pozyskiwania i szkolenia wolontariuszy.